# Tone Pajn
Tone Pajn, slovenski partizan, politik in mizar, * 14. marec 1923, Slape, † ?.
Kot pripadnik Železničarske brigade je bil eden izmed odposlancev, ki so se udeležili Zbora odposlancev slovenskega naroda v Kočevju.